# Caproni Ca.4
O Caproni Ca.40 ou Caproni Ca.4 foi um bombardeiro triplano pesado italiano usado durante a Primeira Guerra Mundial.

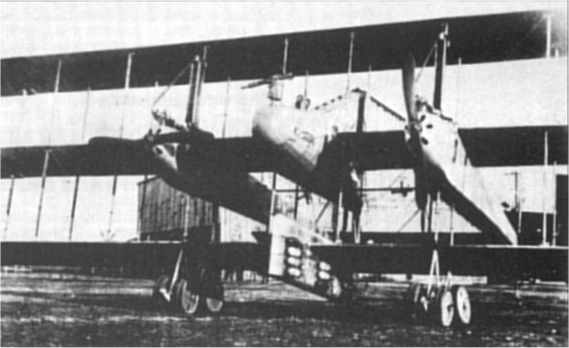
Ca.41.
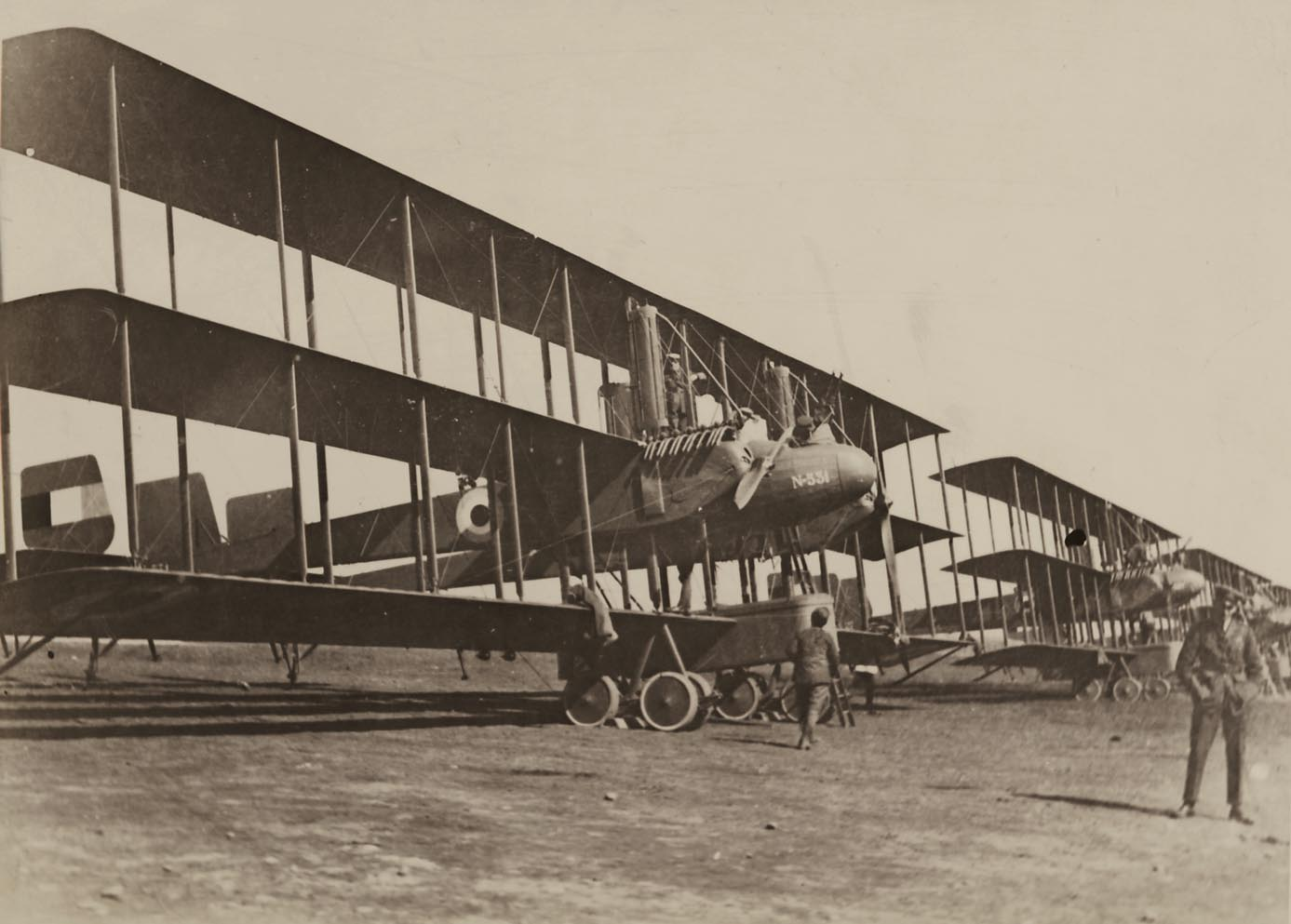
Ca.42 do Real Serviço Aéreo Naval.
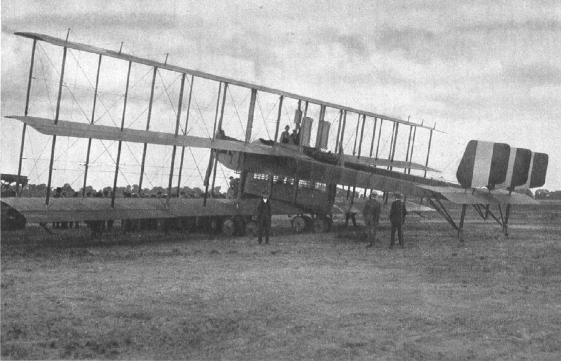
Versão comercial Ca.48.

## Versões
Nota: Todas as designações durante a Primeira Guerra Mundial foram atribuídas pelo exército italiano, a Caproni designava as aeronaves de acordo com a potência dos motores; após a guerra a Caproni adotou as designações que se seguem abaixo:
- Ca.40 - Protótipo um exemplar construído.
- Ca.41 - Variante de produção similar ao protótipo. Conhecido internamente na Caproni como Caproni 750 hp.
- Ca.42 - Versão com motor Liberty L-12 de 400 hp (298 kW), conhecido internamente como Caproni 1200 hp.
- Ca.43 - Único exemplar de conversão em um hidroavião.
- Ca.48 - Versão de avião comercial convertida do Ca.42 após a Primeira Guerra Mundial; o Ca.48 fez seu primeiro voo em 1919, com capacidade para 23 passageiros.
- Ca.51 - Exemplar único de largura aumentada com cauda biplana e barbeta de cauda, propulsado por três motores Fiat A.14 de 700 hp (522 kW).
- Ca.52 - Ca.42 construídos para o Real Serviço Aéreo Naval, do Reino Unido. Seis construídos.
- Ca.58 - Ca.48 com motor alterado para um Fiat A.14 ou Isotta Fraschini V.6
- Ca.59 - Como no Ca.58, mas esta designação foi usada para proprietários fora da Itália.

## Especificações (Ca.41; Ca.42)
Dados de: The Rand McNally Encyclopedia of Military Aircraft, Sobre os campos Velocidade máxima; Alcance; Razão de subida e Tecto se serviço, Sobre o campo Autonomia.
Descrições gerais
- Tripulação:  3 - Ca.41; 4 - Ca.42
- Comprimento: 13,10 m (43 ft)
- Envergadura: 29,90 m (98 ft)
- Altura: 6,30 m (21 ft)
- Área alar: 200 m² (2 150 ft²)
- Peso vazio: 3 500 kg (7 720 lb)
- Peso de decolagem: 6 500 kg (14 300 lb) (Ca.42 7 500 kg (16 500 lb))

Motorização
- Número de motores: 3x
- Tipo do motor: Motor a pistão
- Fabricante/modelo: 

  - Fiat A.12 em linha (Ca.41) com 200 hp (149 kW) cada
  - Liberty L-12 em linha (Ca.42) com 400 hp (298 kW) cada

Performance
- Velocidade máxima: 140 km/h (87,0 mph)
- Alcance: 700 km (435 mi)
- Autonomia: 4.0 hs
- Razão de subida: 2,083 m/s
- Tecto de serviço: 4 000 m (13 100 ft)

Armamentos
- Metralhadoras/canhões: 

  - 2x Fiat Mod. 14 tipo Aviazione de calibre 6,5 mm (0,26 in) no modelo com motores Fiat (Ca.41)
  - 4x Fiat-Revelli Modello 1914 de calibre 6,5 mm (0,26 in) no modelo com motor Liberty (Ca.42)
- Bombas: 

  - 1 450 kg (3 200 lb) (Ca.41)
  - 1 775 kg (3 910 lb) (Ca.42)